# 朱燮元 (光緒進士)
朱燮元（?—?），山東省青州府諸城縣人，清朝政治人物、進士出身。
光緒二十九年（1903年），参加光緒癸卯科殿試，登進士二甲第94名。同年閏五月，以主事分部学习。